# آنا غيرا
آنا أليسيا غيرا موراليس (18 فبراير 1994 -) وتعرف باسم آنا غيرا مغنية إسبانية ولدت في سان كريستوبال دي لا لاغونا في إسبانيا. اكتسبت شهرة على المستوى الوطني عندما شاركت في الجزء التاسع من برنامج تلفزيون الواقع لمنافسات المواهب والمعروف باسم Operación Triunfo الذي عرض عام 2017، حيث حلت في المركز الخامس. أعتبرتها صحيفة El Español الرقمية واحدة من أفضل المتسابقين في البرنامج.
في عام 2018 تم ترشيحها لتمثل إسبانيا بأغنيتين في مسابقة الأغنية الأوروبية وهما: «إل ريديديو»، وأغنية ثنائية بعنوان «لا مالو» مع زميلتها المتسابقة في البرنامج آيتانا أوكانيا موراليس، ولكن لم يتم اختيار أي من الأغنيتين لتمثيل إسبانيا في هذه المسابقة، بينما ترشحت أغنية «لا مالو» "Lo malo" لتمثيل إسبانيا في مسابقة OGAE Second Chance Contest، وحلت في المركز الثالث وبنسبة تصويت بلغت 26%. أما على المستوى الوطني فقد حصلت أغنية «لا مالو» على المركزالأول في قائمة أفضل الأغاني الأسبانية مبيعا وسجلت ما يقارب من 180 الف عملية شراء للأغنية من مواقع الويب.
تعاونت آنا غيرا مع المنتج والمغني الإسباني خوان ماجان لأصدار أغنية «لا ني هورا» والتي أحتلت المركز الثاني على قائمة أفضل الأغاني الإسبانية مبيعا خلال أقل من أسبوع من صدورها. كما أعتبرت أغنيتها «باجيتو» الأغنية الذهبية وأفضل الأغاني التي غنتها منفردة.

## مسيرتها الفنية
نجحت آنا غيرا في اجتياز الاختبارات المؤهلة للمشاركة في الجزء التاسع من برنامج منافسات المواهب Operación Triunfo وتم اختيارها للمشاركة في 23 أكتوبر 2017. في الحلقة الثانية عشرة من البرنامج التي عرضت في بث حي ومباشر في 22 يناير 2018، أجمع الجمهور على أنها ستكون واحدة من خمسة من المتأهلين للتصفيات النهائية.وأثناء مشاركتها في البرنامج قامت آنا غيرا بتمثيل إسبانيا في مسابقة الأغنية الأوروبية عام 2018 بأغنيتها «إل ريديديو» التي أدتها بمفردها، وأغنية «لو مالو» التي غنتها في ديو غنائي مع المغنية آيتانا حيث حصلت على المركز الثالث في المسابقة، وهذه الأغنية في الأصل كتبت باللغة الإنجليزية من قبل جيس مورغان وويل سيمز وترجمت إلى الإسبانية بواسطة بريسا فينوي.
كما حصلت أغنية «لو مالو» على المركز الأول في قائمة الأغاني الإسبانية الأكثرمبيعا والمركز الأول في برنامج PROMUSICAE كأكثر الأغاني مبيعا خلال ثلاثة أسابيع من صدورها.
بين سبتمبر 2019 ويناير 2020، قامت آنا غيرا مع زميلها في برنامج المواهب لويس سيبيدا بجولة غنائية في 16 مدينة في جميع أنحاء إسبانيا أطلق عليها اسم «إيماجين بانك».
بحلول ديسمبر 2019، حصلت آنا غيرا تسع مرات على الجائزة البلاتينية لأفضل الاغاني والألبومات مبيعا ومرتين على الجائزة الذهبية. لديها أكثر من 90 ألف متابع عبر شبكات التواصل الاجتماعي وأكثر من 85 مليون مشاهد لقناتها على يوتيوب. حقق ألبومها الغنائي «انعكاس» (بالإسبانية: Reflexión) أكثر من 100 مليون مشاهدة. في نفس العام أيضًا، ظهرت آنا غيرا على المسرح مع نجوم الموسيقى الإسبانية مثل أليخاندرو سانز وخوان لويس جويرا.
في عام 2021، صدر ألبومها الجديد بعنوان ضوء الثلاثاء (La Luz del martes).
في عام 2023 تم نشر الألبوم كان ياما كان (Érase un vez) وفي عام 2024 نهائي بلا نهاية (Sin fin).

## الدعاية والإعلان
في يونيو 2018 أختيرت آنا غيرا لتكون الوجه الإعلامي لماركة مستحضرات التجميل الإسبانية Camaleón Cosmetic. وبعد عدة أشهر فقط، ظهرت صورتها في حملة دعائية للترويج لعلامة سكيتشرز (Skechers España) التجارية، وهي شركة أحذية أمريكية مقرها في مانهاتن.
كما قامت بالغناء مع آيتانا ولولا أنديغو وراؤول فاسكيز وأغوني في حملة كوكا كولا الإعلانية بمناسبة عيد الميلاد. وفي سبتمبر 2019، أختيرت آنا غيرا مرة أخرى لتكون الوجه الإعلامي لمجموعة فساتين الزفاف لعام 2020 من تصميم شركة Pronovias الإسبانية.

## وصلات خارجية
- الموقع الرسمي
- آنا غيرا على موقع IMDb (الإنجليزية)
- آنا غيرا على موقع ميوزك برينز (الإنجليزية)
- آنا غيرا على موقع أول ميوزيك (الإنجليزية)
- آنا غيرا على موقع ديسكوغز (الإنجليزية)
- آنا غيرا على موقع قاعدة بيانات الفيلم (الإنجليزية)